# Kraňský zemský sněm
Kraňský zemský sněm (německy Krainer Landtag, slovinsky Kranjski deželni zbor) byl volený zákonodárný sbor v korunní zemi Kraňsko v Rakouském císařství, od roku 1867 v Rakousku-Uhersku, existující do roku 1918. Byl jedním ze zemských sněmů Předlitavska.

## Historie

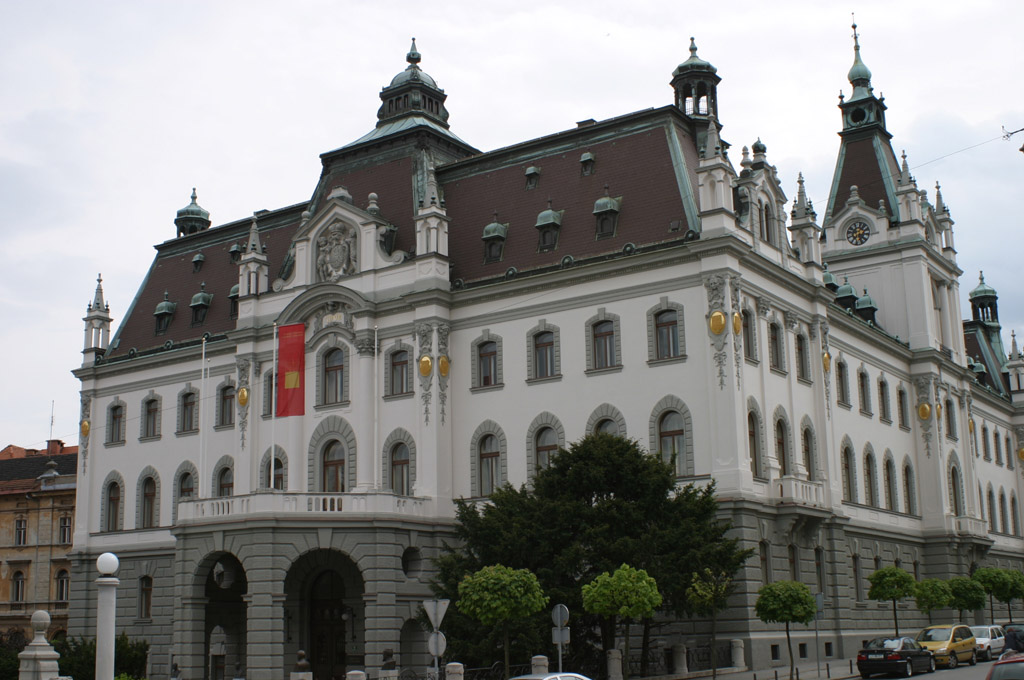
Historické sídlo Kraňského zemského sněmu v Lublani

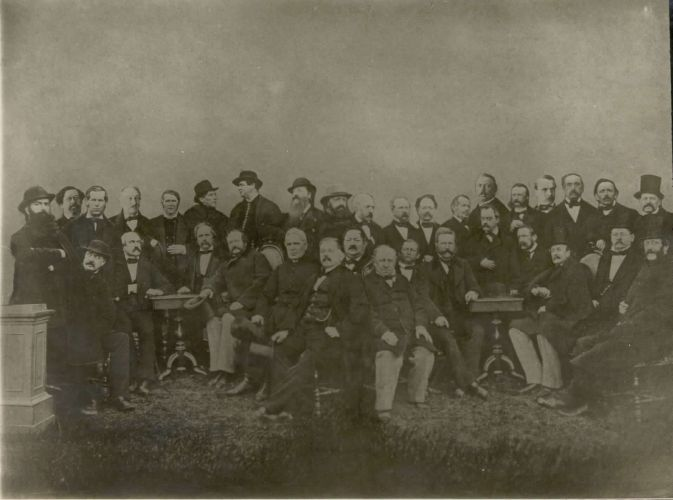
Poslanci Kraňského zemského sněmu na snímku z roku 1862

V důsledku revoluce v roce 1848 se v Kraňsku konalo 6. dubna 1848 poslední zasedání původního stavovského sněmu této země. V červnu 1848 se pak (na základě rozhodnutí ústředního stavovského výboru ve Vídni a paralelně s dalšími korunními zeměmi monarchie) konaly volby do Kraňského zemského sněmu, v nichž bylo zvoleno 50 poslanců. Tento provizorní zemský sněm se ale sešel jen jednou. Zasedání se zúčastnilo 45 poslanců, z toho jen 10 zástupců nižší a vyšší šlechty. Kromě toho zde zasedali také dva zástupci církve, konkrétně lublaňský arcibiskup a probošt z Nového Mesta. Ostatní členové sněmu zastupovali laickou a civilní veřejnost, tedy obyvatele měst i venkova, stejně jako zástupce hornického cechu a školství (lublaňské lyceum).
V souvislosti s císařovými Silvestrovskými patenty v roce 1851 byla činnost zemských sněmů v monarchii utlumena. Opětovně byly aktivovány únorovou ústavou z roku 1861, včetně Kraňského zemského sněmu. Volební právo bylo navázáno na volební právo v obcích a jeho součástí byl volební cenzus. V roce 1910 bylo pak zavedeno v Kraňsku všeobecné volební právo v obcích.

## Politické strany
Společně s obnovou ústavního života se v 60. letech 19. století zformovaly v Kraňsku dvě politické strany. slovinská strana (též Národní strana) a německá strana. Německá strana navzdory svému názvu cílila i na zemské vlastenectví a na ty obyvatele Kraňska, kteří byli věrní ústavě a podporovali zachování stávajícího státu. Jejími členy tak kromě etnických Němců (převážně z velkých měst) byli i někteří etničtí Slovinci, kteří nepodporovali státoprávní a autonomistické aspirace slovinského národního hnutí. Část slovinské inteligence tehdy považovala za logické, že rozvoj regionu není možný bez německé kultury a jazyka. Postupem doby ovšem tito lidé přebírali i německé národní vědomí a přestávali se vnímat jako Slovinci. Slovinská strana sdružovala národovecké liberální i konzervativní elementy, přestože stoupenci německé strany ji označovali za klerikální a ultramontánní.
Početně na zemském sněmu dominovala zpočátku německá strana. V zemských volbách v Kraňsku v roce 1867 ovšem poprvé získala slovinská strana převahu a až do roku 1877 držela všechny mandáty v kurii venkovských obcí i obchodních a živnostenských komor. Navíc získala i několik poslanců zvolených v kurii měst. Volby roku 1877 znamenaly zvrat a přinesly slovinské straně těžkou porážku. Německá strana získala kromě jí tradičně držené kurie velkostatkářů i všechny mandáty v kuriích obchodních a živnostenských komor a s výjimkou jednoho poslaneckého křesla (volební obvod Kranj) i všechny mandáty za města. Navíc získala i jedno křeslo v kurii venkovských obcí (německojazyčný národnostní ostrov Kočevje). Vítězství ústavní strany bylo ovlivněno postojem státního úřednictva, které v tomto ohledu sledovalo zájmy centrální vídeňské vlády Adolfa von Auersperga. Již v roce 1883 se poměry opětovně zvrátily a německá strana ztratila svou většinu na sněmu. Kontrolovala nyní opět jen mandáty přidělované ve velkostatkářské kurii a navíc jeden venkovský mandát z Kočevje.
Slovinská strana prožila v 70. letech 19. století vnitřní rozpory mezi stoupenci jihoslovanské orientace a zastánci slovinsko-katolického konzervativního směru. Tyto spory skončily v roce smírem. Obě křídla si ale v rámci slovinské strany udržela své vymezení. K rozpadu dosavadní jednotné slovinské politické reprezentace došlo v 90. letech 19. století. Vznikla Katoliška narodna stranka a roku 1894 v reakci na to i Narodno napredna stranka. Konzervativní katolická strana dominovala pak na venkově, liberální pokrokáři ve městech. Od roku 1895 měla slabou většinu katolická strana. V roce 1905 se přejmenovala na Slovenska ljudska stranka.
| Strana                                              | 1867 | 1871 | 1877 | 1883 | 1895 | 1908 | 1913 |
| --------------------------------------------------- | ---- | ---- | ---- | ---- | ---- | ---- | ---- |
| Slovinská strana                                    | 25   | 23   | 16   | 25   | x    | x    | x    |
| Katoliška narodna stranka/Slovenska ljudska stranka | x    | x    | x    | x    | 16   | 27   | 28   |
| Narodno napredna stranka                            | x    | x    | x    | x    | 9    | 12   | 11   |
| Německá strana                                      | 11   | 13   | 20   | 11   | 11   | 11   | 11   |
| nestraníci                                          | 1    | 1    | 1    | 1    | 1    | x    | x    |
| celkem                                              | 37   | 37   | 37   | 37   | 37   | 50   | 50   |

## Volební systém
Parametry sněmu určila takzvaná únorová ústava z roku 1861. Kraňský sněm podle ní měl 37 poslanců. Jako virilista na něm zasedal lublaňský arcibiskup. Zbylých 36 poslanců bylo voleno ve čtyřech kuriích:
- 10 poslanců za velkostatkáře
- 8 poslanců za města
- 2 poslanci za obchodní a živnostenské komory
- 16 poslanců za venkovské obce

Počet poslanců zůstal nezměněn do roku 1908, kdy byla v Kraňsku zavedena další kurie s všeobecným hlasovacím právem, v níž bylo voleno 11 poslanců. Další dva dodatečné mandáty získala také města. Celkem tak měl sněm 50 poslanců.